# 福司酒造
福司酒造株式会社（ふくつかさしゅぞう）は、北海道釧路市に本社を置く、酒造メーカー。

## 概要
1919年、梁瀬長太郎により酒類などの卸売り業者として合名会社敷島商会を創業する。
1922年、現在地にて酒造蔵を建造し、福司の醸造を開始。
根室市の碓氷勝三郎商店と共に、道東地方で親しまれ続ける老舗の地酒メーカーである。

## 主な商品
- 福司（清酒）
- 海底力（清酒）
- 活性清酒　純生（清酒）
- mina NICORI（北海道産ミルク100%使用のヨーグルトリキュール）